# 云南都指挥使司
云南都指挥使司，明朝十六个都指挥使司之一。
洪武十五年（1382年）二月癸丑明朝平定云南，置云南都指挥使司。乙卯置云南承宣布政使司，同治云南府。云南都指挥使司属于右军都督府。

## 下辖卫所
- 云南左卫
- 云南右卫
- 云南前卫
- 大理卫
- 楚雄卫
- 临安卫
- 景东卫
- 曲靖卫
- 金齿卫
- 洱海卫
- 蒙化卫
- 马隆卫（改云南右护卫，革）
- 平夷卫
- 越州卫
- 六凉卫
- 鹤庆千户所 革

后来改制：
云南左卫、云南右卫、云南前卫、大理卫、楚雄卫、临安卫、景东卫、曲靖卫、洱海卫、永昌卫（旧为金齿军民指挥使司）、蒙化卫、平夷卫、赵州卫、六凉卫、云南中卫、云南后卫已下后设、广南卫、大罗卫、澜沧卫（以澜沧军民指挥使司改）、腾冲卫（以腾冲军民指挥使司改）、安宁千户所、宜良千户所、易门千户所、杨林堡千户所、十八寨千户所、通海前前千户所、通海右右千户所、定远千户所、马隆千户所、姚安千户所、姚安中屯千户所、武定千户所、木密关千户所、镇安千户所（旧为金齿千户所，万历十三年改，驻守猛淋）、镇姚千户所（旧为永昌千户所，万历十三年改，驻守老姚关）、永平前前千户所、永平后后千户所、腾冲千户所、新安千户所、凤梧千户所
土官
茶山长官司、潞江安抚司、凤溪长官司、施甸长官司、镇道安抚司、杨塘安抚司：俱属永昌卫
蛮莫安抚司、猛脸长官司、猛养长官司：俱万历十三年改设